# Dan Sullivan (giocatore di football americano)
Daniel Joseph Sullivan (Boston, 1º settembre 1939 – Haverhill, 7 aprile 2025) è stato un giocatore di football americano statunitense che militò nel ruolo di offensive lineman nella National Football League (NFL).

## Carriera
Sullivan all'università giocò a football al Boston College. Fu scelto nel corso dell terzo giro (37º assoluto) del Draft NFL 1962 dai Baltimore Colts. Con essi disputò due Super Bowl: il Super Bowl III, in cui giocò come guardia destra titolare, nella sconfitta a sorpresa contro i New York Jets dell'American Football League, e il Super Bowl V, dove partì come tackle destro titolare, nella vittoria sui Dallas Cowboys per 16-13. Si ritirò dopo la stagione 1972.

## Palmarès

### Franchigia
- Campionati NFL : 1

Baltimore Colts: 1968
- Super Bowl : 1

Baltimore Colts: V
- American Football Conference Championship: 1

Baltimore Colts: 1970

### Individuale
- First-team All-Pro: 1

1968